# Cúpula Verda
La Cúpula Verda (àrab: القبة الخضراء, al-Qubba al-Ḫadrāʾ) és una cúpula de color verd construïda sobre les tombes del profeta de l'islam Mahoma i dels dos primers califes musulmans, Abu-Bakr as-Siddiq i Úmar ibn al-Khattab. La cúpula és a l'angle sud-est de la mesquita del Profeta, a Medina (Aràbia Saudita).
La primera cúpula seria del 1279, quan es va construir damunt de la tomba una cúpula de fusta sense pintar. Posteriorment la cúpula es va reconstruir i pintar de diferents colors dues vegades a la fi del segle xv i una més el 1817. La cúpula fou pintada per primera vegada de verd al 1837, moment en què va prendre el nom actual.

## Història
Construïda el 1279 (any 678 de l'Hègira), durant el regnat del soldà mameluc al-Mansur Qalàwun, l'estructura originària era de fusta sense pintar, que es pintà de blanc i blau en restauracions posteriors. Després que un greu incendi assolàs la mesquita el 1481, el sultà Qàït-bay en començà un projecte de restauració que substituí la major part de la base de fusta per una estructura de maó per a evitar l'ensulsiada de la cúpula. A més, utilitzà plaques de plom per a cobrir la nova cúpula de fusta. L'edifici, amb la tomba del Profeta inclosa, es renovà amb el patronatge de Qàït-bay. La cúpula actual hi fou afegida el 1818 pel soldà otomà Mahmut II. La cúpula es pintà per primera vegada de verd el 1837.
Quan Saüd ibn Abd-al-Aziz va prendre Medina el 1805, els seus seguidors, els wahhabites, van demolir-hi quasi totes les cúpules que cobrien tombes per la seua creença que la veneració de les tombes i dels llocs que es diu que tenen poders sobrenaturals és una ofensa contra el tawhid o unicitat de Déu. La tomba de Mahoma fou despullada dels adorns d'or i joies, però la cúpula es conservà bé perquè fracassaren a demolir-ne l'estructura, bé perquè un temps abans Muhàmmad ibn Abd-al-Wahhab, l'ideòleg del moviment wahhabita havia escrit que no desitjava pas veure la cúpula destruïda malgrat la seua aversió al fet que la gent resàs en la tomba. Una situació semblant es produí el 1925 quan les milícies saudites van reprendre, ja definitivament, la ciutat. El 2007, segons The Independent, un pamflet recolzat pel gran muftí de l'Aràbia Saudita Abdulaziz al-Sheij i publicat pel Ministeri d'Afers Islàmics saudita reclamava que «la cúpula verda sigui enderrocada i les tres tombes de la mesquita del Profeta aixafades». Tanmateix, pel temor a una reacció extrema i a unes plausibles protestes massives arreu del món, la crida no s'arribà a executar.

## Tomba de Mahoma

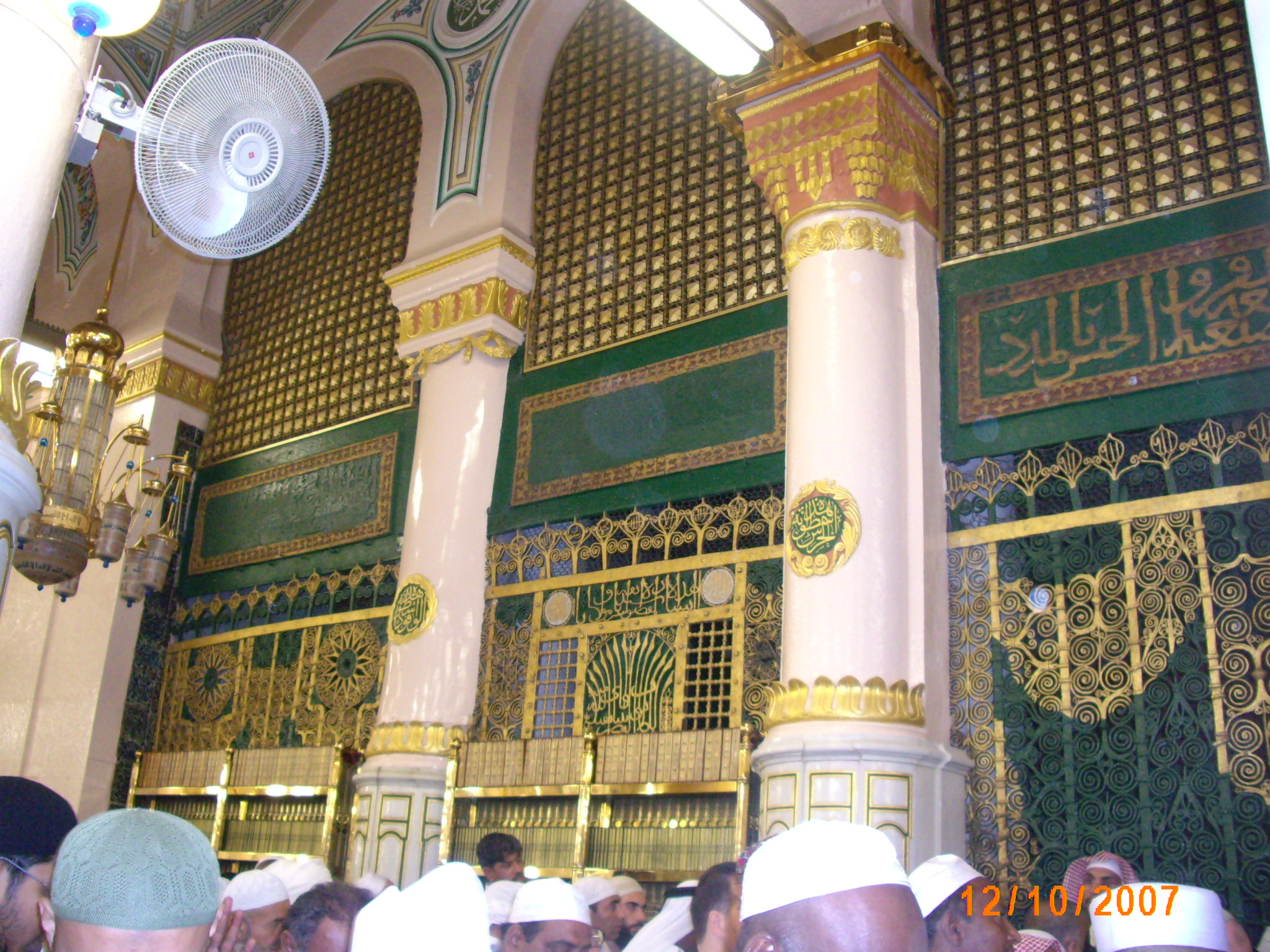
Vista des del costat de la hujra o cambra coberta per la Cúpula Verda

La tomba de Mahoma es troba dins dels límits de la que va ser la casa del Profeta i de la seua esposa Aïxa bint Abi-Bakr després de l'Hègira. En vida del Profeta, la casa era al costat de la mesquita, però aquesta s'amplià durant el regnat del califa al-Walid I justament per tal d'incloure al seu interior la seua tomba. De fet, la presència de la tomba de Mahoma és una raó important de la particular santedat de la mesquita, i justament la cúpula del Profeta marca el lloc de la tomba. Milions de persones la visiten cada any com a part de la peregrinació a la Meca.
Els dos primers califes, Abu-Bakr i Úmar, estan soterrats al costat de Mahoma. Úmar té un lloc al costat de Mahoma gràcies a Aïxa, que li va cedir l'espai que estava destinat per a ella. La tomba de Mahoma en si no pot ser vista, perquè l'àrea està acordonada per una malla daurada i coberta amb cortines negres.